# Speuzyp

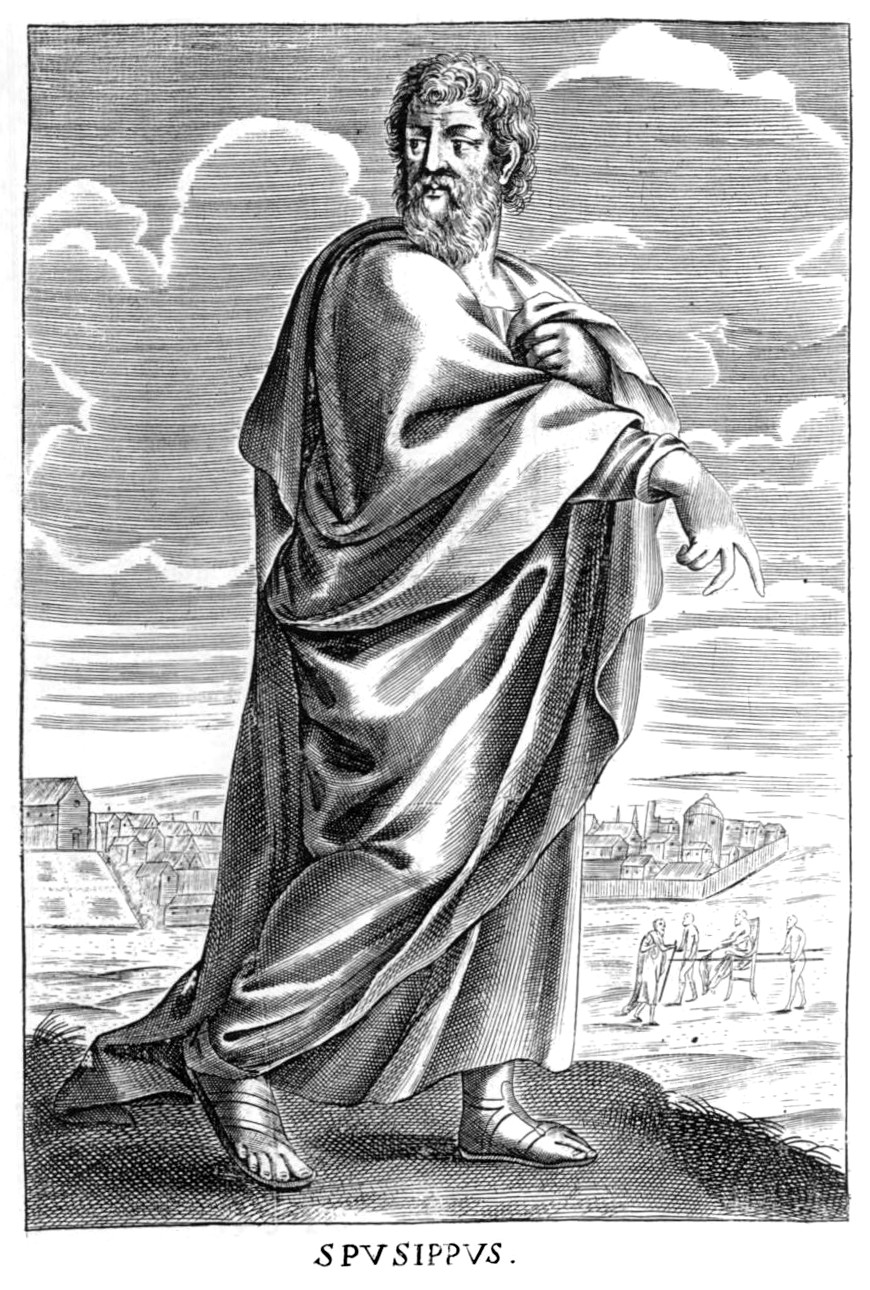
Speuzyp z Aten na rycinie z XVII wieku

Speuzyp z Aten (stgr. Σπεύσιππος, Speusippos) (ur. ok. 410 p.n.e. w Atenach, zm. 339 p.n.e. w Atenach) – starożytny filozof i matematyk, siostrzeniec Platona i drugi scholarcha jego Akademii.

## Życie
Poza żywotem napisanym przez Diogenesa Laertiosa nie mamy wielu źródeł o życiu i myśli Speuzypa. Ur. ok. 410 p.n.e. Był synem siostry Platona, Potone. Wychowanek Akademii, po śmierci Platona został jej scholarchą (347 p.n.e.) - funkcję tę pełnił przez osiem lat (do 339/338 p.n.e.), tj. aż do śmierci. 
Diogenes Laertios i cała dawna tradycja interpretacji myśli Speuzypa, z którego pism zachowały się skądinąd tylko nieliczne fragmenty, mówi nam, że był on w odróżnieniu od Arystotelesa wiernym kontynuatorem myśli platońskiej. Obecnie jednak uczeni uważają, że odrzucał on platońską teorię idei, wielu stara się też wykazać, że filozofia Arystotelesa jest bardziej zgodna z filozofią Platona niż podkreślająca swoją "ortodoksję" epigońska filozofia Akademii po jego śmierci. Wydaje się jednak, że Speuzyp zachował (wyrażoną w haśle Akademii "Niech nikt tu nie wchodzi, kto nie zna geometrii!") specyficzne dla myśli platońskiej zainteresowanie matematyką, które Arystoteles zatracił.

## Metafizyka

### Nauka o przedmiotach inteligibilnych
Speuzyp wydaje się odrzucać lub przynajmniej znacznie upraszczać platońską naukę o ideach, czyni to jednak inaczej niż Arystoteles. Arystoteles chce wykazać fikcyjność idei, Speuzyp chce w przypominający pitagoreizm sposób przenieść wiele funkcji, które u Platona pełnią idee na byty matematyczne, unikając w ten sposób wielu problemów, które wywołuje skrajny realizm pojęciowy. Arystoteles w następujący sposób referuje pogląd Speuzypa:
Są to zaś ci filozofowie, którzy sądzą, że idee nie istnieją ani w sensie absolutnym, ani jako utożsamione z pewnymi liczbami, którzy natomiast utrzymują, że przedmioty matematyczne istnieją, a liczby są pierwszymi z istniejących rzeczy.

### Nauka o poziomach rzeczywistości
Arystoteles podaje, że Speuzyp wyróżnia 4 poziomy rzeczywistości:
1. matematyczne liczby
2. geometryczne wielkości
3. duszę
4. rzeczy zmysłowe

(zob. Metafizyka, Z 2, 1028 b 18 i nn.)
Dla każdego poziomu rzeczywistości Speuzyp ma przyjmować innego rodzaju zasadę. W ten sposób Speuzyp ma odrzucać tradycyjną w filozofii starożytnej zasadę jedności (np. dobro u Platona) - Arystoteles krytykuje taką wizję rzeczywistości, porównując ją do "źle napisanej tragedii" (ze względu na zawartą w niej niespójność programową).

## Etyka
W związku z odrzuceniem platońskiego dobra jako zasady rzeczywistości, obecności pism etycznych na liście pism Speuzypa u Diogenesa Laertiosa i przekazem Klemensa Aleksandryjskiego etykę Speuzypa interpretuje się jako krok w kierunku "skierowanej na szczęście" etyki hellenistycznej - mimo zachowania wielu elementów platońskich. Zachowane fragmenty mówią, że Speuzyp uważa cnotę za najwyższe dobro dostępne człowiekowi (przy czym uznaje także dobra niższe takie jak zdrowie) i polemizuje z koncepcją Eudoksosa, który za takie dobro uznaje przyjemność. Speuzyp jako pierwszy formułuje też hellenistyczną koncepcję szczęścia jako zgodności z naturą.

## Zbiory fragmentów
Z wymienionych przez Diogenesa Laertiosa 30 dzieł Speuzypa zachowały się tylko nieliczne fragmenty. Fragmenty te oraz wszystkie wzmianki o Speuzypie u innych autorów gromadzą zbiory:
- Paul Lang, De Speusippi academici scriptis accedunt fragmenta, Bonn 1911 (2 wyd. Frankfurt 1964)
- Margherita Isnardi Parente, Speusippo: Frammenti; Edizione, traduzione e commento, Istituto Italiano per gli Studi Filosofici, Napoli 1980
- Leonardo Tarán, Speusippus of Athens. A Critical Study with a Collection of the Related Texts and Commentary, Brill, Leiden 1982